# キャスパー・エルガード
キャスパー・エルガード（Casper Elgaard、1978年4月5日 - ）は、デンマークのレーシングドライバーである。

## 経歴
デンマークツーリングカー選手権では、4度のシリーズチャンピオンを獲得。ル・マン24時間レースにも2001年から参戦しており、2009年にはクラス優勝も果たしている。

## レース戦績

### ル・マン24時間レース
| 年     | チーム                                                      | コ・ドライバー                                  | 車両                             | クラス | 周回 | 総合順位 | クラス順位 |
| ------ | ----------------------------------------------------------- | ----------------------------------------------- | -------------------------------- | ------ | ---- | -------- | ---------- |
| 2001年 | チーム・デン・ブラ・アビス チーム郷                         | ジョン・ニールセン 加藤寛規                     | 童夢・S101-ジャッド              | LMP900 | 66   | DNF      | DNF        |
| 2003年 | RNモータースポーツ                                          | ジョン・ニールセン 下田隼成                     | DBA4・03S-ザイテック             | LMP675 | 288  | 22位     | 2位        |
| 2004年 | リスター・レーシング                                        | ジョン・ニールセン イェンス・モラー             | リスター・ストーム・LMP-シボレー | LMP1   | 279  | 24位     | 9位        |
| 2006年 | ザイテック・エンジニアリング チーム・エセックス・インベスト | ジョン・ニールセン フィリップ・アンダーセン     | ザイテック・06S                  | LMP1   | 269  | NC       | NC         |
| 2007年 | アストンマーティン レーシング ラルブル                      | クリストフ・ブシュー ファブリツィオ・ゴリン     | アストンマーティン・DBR9         | GT1    | 344  | 7位      | 3位        |
| 2008年 | チーム・エセックス                                          | ジョン・ニールセン サッシャ・マーセン           | ポルシェ・RSスパイダーEvo        | LMP2   | 347  | 12位     | 2位        |
| 2009年 | チーム・エセックス                                          | クリスチャン・ポールセン エマニュエル・コラール | ポルシェ・RSスパイダーEvo        | LMP2   | 357  | 10位     | 1位        |
| 2011年 | ホープ・レーシング                                          | スティーブ・ザッキア ヤン・ラマース             | オレカ・01-スイス ハイテック     | LMP1   | 115  | DNF      | DNF        |